# Chiara Corbella Petrillo
Chiara Corbella coniugata  Petrillo (Roma, 9 gennaio 1984 – Cerveteri, 13 giugno 2012) è stata una madre di famiglia italiana, proclamata serva di Dio dalla chiesa cattolica nel 2018. L'eco mediatica della sua vicenda nasce anche dall'accostamento a santa Gianna Beretta.

## Biografia
Chiara Corbella riceve in famiglia un'educazione cattolica e con la madre inizia a frequentare una comunità del Rinnovamento nello Spirito. Nell'estate del 2002, mentre si trova a Medjugorje con la sorella maggiore Elisa, la ragazza incontra Enrico Petrillo, che si trova in pellegrinaggio con la comunità del Rinnovamento Carismatico. 
Chiara ed Enrico iniziano a frequentarsi e si fidanzano; dopo sei anni, il 21 settembre 2008 si sposano ad Assisi nella chiesa di San Pietro. Al ritorno dal viaggio di nozze Chiara scopre di essere incinta, ma l'ecografia della bambina rivela un'anencefalia. I coniugi decidono che la gravidanza debba proseguire: il 10 giugno 2009 nasce Maria Grazia Letizia, che sopravvive al parto solo mezz'ora. Dopo pochi mesi Chiara ha una nuova gravidanza ma il bambino, cui viene dato il nome di Davide Giovanni, presenta gravi malformazioni ed è privo degli arti inferiori. La gravidanza viene comunque portata a termine: il piccolo muore il 24 giugno 2010, poco dopo la nascita.
Dopo essersi sottoposta insieme al marito a esami genetici, che escludono un collegamento fra le patologie di Maria Grazia Letizia e Davide Giovanni, Chiara ha una nuova gravidanza, ma al quinto mese le viene diagnosticato un carcinoma alla lingua, e viene sottoposta a un primo intervento il 16 marzo 2011. Per la seconda parte dell'intervento è necessario attendere la nascita del bambino, ma nel frattempo Chiara non si sottopone ad alcuna terapia per non danneggiare il feto.
Il 30 maggio 2011 nasce Francesco, completamente sano, e il 3 giugno successivo la madre affronta la seconda parte dell'intervento e inizia chemioterapia e radioterapia, ma ormai il tumore si è diffuso nell'organismo: Chiara muore il 13 giugno 2012 all’età di soli 28 anni a Pian della Carlotta, località tra Cerveteri e Manziana, dove la coppia si era trasferita. La giovane lascia una preziosa testimonianza di fede, come il cardinale Agostino Vallini sottolinea al funerale, celebrato a Roma il 16 giugno 2012, nella parrocchia di Santa Francesca Romana all'Ardeatino. Chiara è sepolta nel cimitero del Verano a Roma, nella stessa tomba dove riposano i suoi altri due bambini.

## Culto
Il 2 luglio 2018 la Diocesi di Roma ha pubblicato l'Editto in cui si annuncia l'apertura della causa di beatificazione e canonizzazione di Chiara Corbella, che pertanto è diventata Serva di Dio.
Il 21 settembre 2018 si è aperta ufficialmente la causa di beatificazione, dando inizio al processo, che è stato presieduto dal cardinale vicario di Roma Angelo De Donatis nella Basilica di San Giovanni in Laterano (anziché nell'Aula della Conciliazione, dove di solito si svolge tale rito, a causa del numero elevato di partecipanti).